# Mali Mihaljevec
Mali Mihaljevec (mađarski Kismihályfalva) je naselje u Republici Hrvatskoj, u sastavu Općine Sveti Juraj na Bregu, Međimurska županija. 

## Stanovništvo
Prema popisu stanovništva iz 2001. godine, naselje je imalo 454 stanovnika te 118 obiteljskih kućanstava.
| broj stanovnika | 91    | 107   | 117   | 129   | 144   | 169   | 193   | 277   | 323   | 345   | 353   | 396   | 350   | 401   | 454   | 410   | 433   |
|                 | 1857. | 1869. | 1880. | 1890. | 1900. | 1910. | 1921. | 1931. | 1948. | 1953. | 1961. | 1971. | 1981. | 1991. | 2001. | 2011. | 2021. |

## Vanjske poveznice
- stranice naselja Mali Mihaljevec  Arhivirana inačica izvorne stranice od 28. ožujka 2010. (Wayback Machine)